# Domecia
Domecia is een geslacht van kreeftachtigen uit de klasse van de Malacostraca (hogere kreeftachtigen).

## Soorten
- Domecia acanthophora (Desbonne in Desbonne & Schramm, 1867)
- Domecia africana Guinot in Manning & Holthuis, 1981
- Domecia glabra Alcock, 1899
- Domecia hispida Eydoux & Souleyet, 1842